# Rebelion
Rebelion este un film românesc din 2012 regizat de Matei Lucaci Grunberg. Rolurile principale au fost interpretate de actorii Andrei Roșu, Mădălina Craiu, Anghel Damian.

## Distribuție
Distribuția filmului este alcătuită din:
- Irina Antonie
- Andrei Roșu
- Ianni Panait
- Puiu Lascuș
- Teodor Costache
- Anghel Damian
- Andra Fuscaș
- Cristian Bota
- Ioana Chițu
- Daniel Achim
- Anca Florescu
- Patricia Țentea
- Mădălina Craiu